# Lindera lucida
Lindera lucida es una especie de planta fanerógama perteneciente al género Lindera originaria de Malasia. 

## Propiedades
Dihidrochalconas (3′,5′-dihydroxy-2′,4′,6′-trimethoxydihidrochalcona, metil linderona, 5-hydroxy-6,7,8-trimethoxyflavone (alnetin) y 2′-hydroxy-3′,4′,5′,6′-tetramethoxydihydrochalcone (dihidrokanakugiol) se puede encontrar en ramitas de L. lucida.

## Taxonomía
Lindera lucida fue descrita por (Blume) Boerl. y publicado en Handleiding tot de Kennis der Flora van Nederlandsch Indië 3: 147. 1900
Sinónimo
- Aperula lucida Blume
- Benzoin lucidum (Blume) Kuntze
- Litsea lucida Blume	Synonym	L
- Polyadenia lucida (Blume) Nees[3]